# Otto Rub
Otto Rub (geboren am 29. März 1856 in Mannheim; gestorben am 12. April 1942 in Thomasberg (Niederösterreich)) war ein deutscher Schauspieler und Historiker. Er zählte ab 1900 zum Ensemble des Wiener Burgtheaters.

## Leben und Werk
Rub wurde vom Mannheimer Hofschauspieler Guido Herzfeld ausgebildet und debütierte 1875 am Hoftheater Darmstadt. Er spielte im Fach „Jugendlicher Held“ an verschiedenen deutschen Theatern. An den Bühnen in Metz, Erfurt und Weimar vollzog er den Übertritt ins Charakterfach und begann auch als Regisseur zu arbeiten. 1899 wurde er als Regisseur an das Jantsch-Theater im Wiener Prater engagiert und blieb fortan in Österreich.
Seine Kinder Marianne Rub (1883–?) und Christian Rub (1886–1956) wurden als Kinderdarsteller eingesetzt, der Sohn ging spätestens 1919 in die Vereinigten Staaten, wo er in rund 120 Filmen überwiegend kleine Rollen spielte. 1900 wurde Rub an das Burgtheater verpflichtet, wo er bis 1932 auftrat. Zu seinen Rollen an der Burg zählten Schillers Don Karlos und der Max Piccolomini in dessen Wallenstein. Er war zudem schriftstellerisch tätig und veröffentlichte zwei Bände: Zur dramatischen Kunst in Danzig im Zeitraum von 1615 bis 1893, sowie über die Spielpläne des Burgtheaters von 1776 bis 1913.
Sein Briefnachlass umfasst Korrespondenzen mit 577 Schreibern, darunter insbesondere mit Auguste Wilbrandt-Baudius und Margarete Königswarter. Er befindet sich in der Österreichischen Nationalbibliothek.

## Schriften
- Die dramatische Kunst in Danzig von 1615 bis 1893, Danzig: T. Bertling, 1894
- Das Burgtheater, Statistischer Rückblick auf die Tätigkeit und die Personalverhältnisse während der Zeit vom 8. April 1776 bis 1. Januar 1913. Wien: P. Knepler (Wallishausser’sche k. u. k. Hofbuchhandlung), 1913, ISBN 978-1-175-76459-1

## Nachweise
1. ↑  Verzeichnis der künstlerischen, wissenschaftlichen und kulturpolitischen Nachlässe in Österreich, Nachlass Otto Rub, abgerufen am 18. April 2015

| Personendaten    | Personendaten                                                      |
| ---------------- | ------------------------------------------------------------------ |
| NAME             | Rub, Otto                                                          |
| KURZBESCHREIBUNG | deutscher Schauspieler, Regisseur, Burgschauspieler und Historiker |
| GEBURTSDATUM     | 29. März 1856                                                      |
| GEBURTSORT       | Mannheim                                                           |
| STERBEDATUM      | 12. April 1942                                                     |
| STERBEORT        | Thomasberg (Niederösterreich)                                      |